# Ан Зыонг-выонг

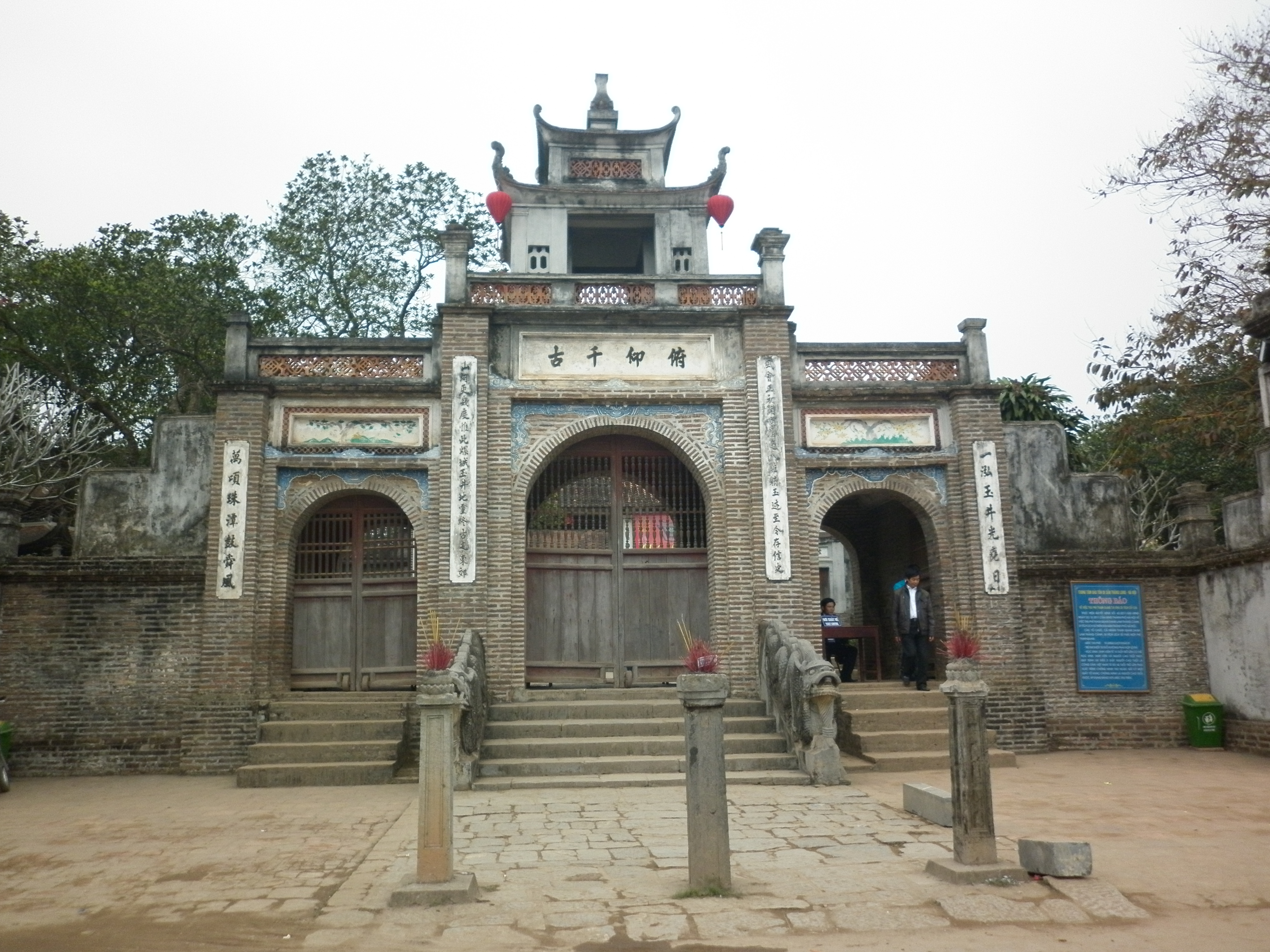
Храм Ан Зыонг-выонга в Колоа близ Ханоя

Ан Зыонг-выонг (вьет. An Dương Vương, тьы-ном 安陽王), настоящее имя Тхук Фан (Thục Phán, 蜀泮) — вождь аувьетов, в III в. до н. э. разбивший государство хунгвыонгов — Ванланг — и основавший своё государство Аулак. Столицей Аулака стала крепость Колоа. Согласно легендам, правление Тхук Фана продолжалось с 258 по 208 год до н. э. В этот период племена горных жителей аувьетов и равнинных лаквьетов объединились, получившийся народ стал именоваться вьетами. Существование Ан Зыонг-выонга как исторической личности оспаривается некоторыми историками.

## Сведения о правлении
Согласно Полному собранию исторических записок Дайвьета и Одобренному высочайшим повелением всеобщему зерцалу вьетской истории, основа и частности, Ан Зыонг-выонг был князем из царства Тхук, т. е. царства Шу (Thục, кит. 蜀, пиньинь Shǔ, палл. Шу).
Победа Тхук Фана над последним хунгвыонгом Хунг Зуэ (Hùng Duệ) овеяна преданиями. Имеется как минимум три версии произошедшего.
1. Тхук Фан много раз нападал на Хунг Зуэ, но тот всякий раз легко отражал атаку. Расслабившись, Хунг Зуэ стал постоянно пиршествовать, и один раз, напившись, пропустил нападение. Когда придворные наконец смогли разбудить хунгвыонга, он испугался и прыгнул в колодец, где и умер. Народ Ванланга подчинился Ан Зыонг-выонгу[6].
2. Тхук Фан победил Хунг Зуэ, убил его и всех его родственников[7];
3. Хунг Зуэ на некоторое время передавал трон божеству, которое посоветовало уступить престол Тхук Фану, что первый и сделал[7].

Окончанию царствования Ан Зыонг-выонга также посвящена легенда. Якобы человек по имени Као Ло изготовил волшебный арбалет, который поражал одним выстрелом 300 человек, и передал его Ан Зыонг-выонгу. Властитель Намвьета Чьеу Ву-де попросил руки Ми Тяу (Mỵ Châu, 媚珠), дочери Ан Зыонг-выонга, якобы для заключения брака со своим сыном Чонгом Тхюи (Trọng Thủy, 仲始, Чонг Тхюи). На самом деле сын, попав в царские покои, заменил волшебный спусковой крючок арбалета на копию, после чего Чьеу Да напал на Колоа и разгромил её. В пылу битвы Ан Зыонг-выонгу явилась Золотая Черепаха, сказавшая ему, что спасёт его, если он убьёт свою дочь, виновницу случившегося. Ан Зыонг-выонг так и поступил, после чего Черепаха заставила воды моря расступиться и увлекла его на дно. Китайские источники не упоминают волшебный спусковой крючок, сообщая, что Чонг Тхюи поломал арбалет. В действительности сын Чьеу Да женился на Ми Тяу и жил в Аулаке несколько лет, до вторжения армии Намвьета.

## Комментарии
1. ↑  Часть «выонг» означает «король, правитель», фактически является титулом и по-русски пишется через дефис, в отличие от обычных вьетнамских имён.